# Steinalp
Die Steinalp, seltener auch Steinalb, ist ein gut 13 km langer linker und nördlicher Zufluss des Glans in Rheinland-Pfalz.

## Geographie

### Verlauf
Die Steinalp entspringt im Landkreis Birkenfeld etwa 3,3 km südwestlich von Kirchenbollenbach auf einer Höhe von 567 m ü. NHN nahe dem Dreiherrenstein (581 m). Von hier aus fließt sie vorrangig nach Südosten und nimmt dabei zahlreiche kurze Nebenflüsse auf. Die Gegend, in der die Steinalp auch die Grenze vom Landkreis Birkenfeld zum Landkreis Kusel passiert, ist dünn besiedelt, lediglich am Unterlauf liegt eine Ortschaft, Niederalben. Südöstlich von Rathsweiler mündet die Steinalp auf 189 m Höhe linksseitig in den Glan.
Der 13,1 km lange Lauf der Steinalp endet etwa 378 Höhenmeter unterhalb ihrer Quelle, sie hat somit ein mittleres Sohlgefälle von etwa 28,9 ‰.

### Einzugsgebiet
Das 90,659 km² große Einzugsgebiet der Steinalp erstreckt sich von der Baumholder Platte über das Kuseler Bergland bis zum Glantal und wird von ihr über Glan, Nahe und Rhein zur Nordsee entwässert.
Es besteht zu 59,0 % aus Waldflächen, zu 35,3 % aus Grünland, zu 5,2 % aus Ackerland und zu 0,5 % aus Siedlungsbereichen.

### Zuflüsse
Der Steinalp fließen zahlreiche Nebenflüsse zu, die teilweise sehr kurz sind. Einzig die 12,9 km lange Totenalb mit einem Einzugsgebiet von 50,654 km² kommt der Steinalp an Stärke etwa gleich; am Zusammenfluss ist sie sogar um die Hälfte länger.
Im Folgenden werden die Nebenflüsse, die von der Wasserwirtschaftsverwaltung Rheinland-Pfalz geführt werden, in der Reihenfolge von der Steinalp-Quelle zu ihrer Mündung hin aufgelistet. Angegeben sind jeweils die orographische Lage der Einmündung, die Länge, die Größe des Einzugsgebiets, die Höhenlage der Mündung und die Gewässerkennzahl.
| Name                | Lage   | Länge in km | EZG in km² | Mündungshöhe in m ü. NHN | GKZ       |
| ------------------- | ------ | ----------- | ---------- | ------------------------ | --------- |
| Ellerbach           | links  | 4,0         | 11,102     | 321                      | 25464--2  |
| Bach vom Adamshübel | rechts | 2,5         | 2,521      | 305                      | 25464-32  |
| Hilmetwiesgraben    | rechts | 1,0         | 0,603      | 269                      | 25464-392 |
| Grünbach            | rechts | 3,4         | 5,192      | 258                      | 25464-4   |
| Langbach            | links  | 3,2         | 3,137      | 218                      | 25464-52  |
| Totenalb            | rechts | 12,9        | 50,654     | 211                      | 25464-6   |
| Ohlscheidsgraben    | links  | 1,5         | 1,306      | 193                      | 25464-92  |

Anmerkungen zur Tabelle
1. ↑  Gewässerkennzahl, in Deutschland die amtliche Fließgewässerkennziffer mit zur besseren Lesbarkeit eingefügtem Trenner hinter dem Präfix, das einheitlich für den allen gemeinsamen Vorfluter Steinalp steht.

## Umwelt
Die Steinalp zählt zu den grobmaterialreichen, silikatischen Mittelgebirgsbächen. Die Gewässerstruktur wird für den Unterlauf ab Niederalben überwiegend mit stark verändert (Güteklasse 5), die Gewässergüte als gering belastet (Güteklasse I-II) angegeben. Für den Ober- und Mittellauf sind keine Werte verfügbar. Die Mündung liegt im Naturschutzgebiet Steinalbmündung.